# Онашкино
Онашкино — упразднённый хутор в Верховажском районе Вологодской области России.

## География
Урочище находится в северной части области, в подзоне средней тайги, в пределах южной части Важско-Кулойской низины, на левом берегу реки Ваги, на расстоянии примерно 17 километров (по прямой) к юго-западу от села Верховажье, административного центра района.

### Климат
Климат характеризуется как умеренно континентальный. Среднегодовая температура воздуха — +1,8 °C. Абсолютный минимум температуры воздуха составляет −46 °C; абсолютный максимум — +37 °C. Безморозный период длится 110—115 дней. Среднегодовое количество атмосферных осадков составляет 637 мм. В течение года преобладают ветра юго-западного направления.

## История
В 1909 году, на хуторе имелось 1 хозяйство и проживало 14 человек (5 мужчин и 9 женщин).
По данным на 1926 год, числилось 2 хозяйства и 14 жителей (6 мужчин и 8 женщин). В административном отношении хутор Онашкино входил в состав Верховажской волости Вельского уезда Вологодской губернии.
В 1940 году входил в состав Верховского 1-го сельсовета Верховажского района Вологодской области. Упразднён не позднее 1973 года.